# Marindol
Márindol (tudi Marijin dol, Šobatovci in Šobatovo selo) je naselje v Sloveniji.

## Zgodovina
Leta 1548 so se v vas naselili še bosanski in liški Uskoki pod vodstvom stotnika Ivana Lenkovića. Zaradi te kolonizacije je vas skupaj z bližnjim kranjskim Žumberkom postala del Vojne krajine, čeprav je bila geografsko ločena od njenega preostanka. Med letoma 1579 in 1881 sta bila Žumberak in Marindol del Vojne krajine, nato pa sta bila ob njeni ukinitvi začasno dodeljena hrvaški upravi. Toda spor med Kranjsko in Hrvaško ter Ogrsko o tem spornem ozemlju formalno ni bil razrešen vse do propada dvojne monarhije leta 1918. Leta 1941 so fašisti priključili to področje Italijanski kraljevini. Do leta 1945 je vas spadala pod hrvaški Karlovec, nato pa je od leta 1945 do 1948 spadala pod Črnomelj, nakar je bila leta 1948 spet vrnjena Karlovcu. Od leta 1952 pa je bila ponovno priključena Črnomlju in s tem Sloveniji.
Do danes v vasi prevladuje prebivalstvo uskoškega porekla, ki govori štokavščino in je pravoslavno.

## Geografija
Povprečna nadmorska višina naselja je 255 m.
Pomembnejša bližnja naselja so: Vrhovci (0,5 km), Adlešiči (2,5 km) in Črnomelj (15 km).

## Marindolski steljniki
Marindolski steljniki so večje steljniške površine (kjer so kmetje želi praprot za steljo živini) z velikim deležem redno košenih steljnikov nekdaj najbolj značilnega krajinskega vzorca za Belo krajino. Zaradi opuščanja kmetijske rabe steljnikov skoraj ni več. Steljniki so bili v gričevnatem jugovzhodnem koncu Bele krajine, ob lokalni cesti med Marindolom in Preloko.
- Marindolski steljniki v zaraščanju (leto 2020)